# 日本の専修学校一覧 (医療系)
日本の専修学校一覧（医療系）（にほんのせんしゅうがっこういちらんいりょうけい）は、日本にある。医療系の人材を養成する専修学校の一覧。

## 北海道地方

### 北海道
- 国立病院機構北海道医療センター附属札幌看護学校
- 国立障害者リハビリテーションセンター学院自立支援局函館視力障害センター
- 北海道立旭川高等看護学院
- 北海道立江差高等看護学院
- 北海道立紋別高等看護学院
- 岩見沢市立高等看護学院
- 釧路市立高等看護学院
- 釧路労災看護専門学校
- 札幌市立高等看護学院
- 市立室蘭看護専門学院
- 小樽市立高等看護学院
- 函館市立函館病院高等看護学院
- 深川市立高等看護学院
- 滝川市立高等看護学院
- 岩見沢市医師会附属看護高等専修学校
- 釧路市医師会附属看護専門学校
- 自衛隊札幌病院准看護学院
- 小樽市医師会看護高等専修学校
- 深川医師会附属准看護学院
- 帯広高等看護学院
- 帯広市医師会看護専門学校
- 北海道社会事業協会帯広看護専門学校
- 小樽看護専門学校
- 浦河赤十字看護専門学校
- 勤医協札幌看護専門学校
- 琴似看護専門学校
- 駒沢看護専門学校
- JA北海道厚生連旭川厚生看護専門学校
- 砂川市立病院附属看護専門学校
- 滝川市医師会立准看護学院
- 中村記念病院附属看護学校
- 苫小牧看護専門学校
- 日鋼記念看護学校
- 函館厚生院看護専門学校
- 函館市医師会看護・リハビリテーション学院
- 富良野看護専門学校
- 釧路労災看護専門学校
- オホーツク社会福祉専門学校
- 旭川福祉専門学校（旭川市）
- 旭川医療情報専門学校（旭川市）
- 旭川厚生看護専門学校（旭川市）
- 旭川市医師会看護専門学校（旭川市）
- 旭川歯科学院専門学校（旭川市）
- 北海道医学技術専門学校（旭川市）
- 北都保健福祉専門学校（旭川市）
- 北見医師会看護専門学校
- 学校法人吉田学園 吉田学園医療歯科専門学校
- 札幌リハビリテーション専門学校
- 札幌医学技術福祉専門学校
- 札幌医療科学専門学校
- 札幌医療秘書福祉専門学校
- 札幌商科専門学校
- 札幌心療福祉専門学校
- 札幌青葉鍼灸柔整専門学校
- 青山工学・医療専門学校
- 学校法人吉田学園 専門学校北海道リハビリテーション大学校
- 帯広コア専門学校
- 大原医療福祉専門学校
- 池見札幌歯科衛生士専門学校
- 函館医療保育専門学校
- 北海道医薬専門学校
- 北海道医療大学歯学部附属歯科衛生士専門学校
- 北海道環境福祉専門学校
- 北海道歯科技術専門学校
- 札幌歯科学院専門学校
- 北海道鍼灸専門学校
- 小樽歯科衛生士専門学校

## 東北地方

### 青森県
- 国立病院機構弘前総合医療センター附属看護学校
- 青森市立高等看護学院
- 八戸市立高等看護学院
- 五所川原市立高等看護学院
- 青森市医師会立青森准看護学院
- 八戸市医師会立八戸准看護学院
- 東北メディカル学院
- 八戸看護専門学校
- 財団法人仁和会三沢中央病院附属准看護学院
- 財団法人済誠会附属十和田准看護学院
- 財団法人双仁会厚生病院附属看護学院
- 弘前市医師会看護専門学校
- 青森歯科医療専門学校

### 岩手県
- 岩手県立宮古高等看護学院
- 岩手県立二戸高等看護学院
- 水沢学苑看護専門学校
- 花巻高等看護専門学校
- 盛岡市医師会附属盛岡准看護学院
- 盛岡市医師会附属盛岡高等看護学院
- 盛岡医療福祉専門学校
- 岩手看護専門学校
- 国際医療福祉専門学校一関校
- 一関市医師会附属一関看護専門学校
- 一関市医師会附属一関准看護高等専修学校
- 岩手医科大学医療専門学校

### 宮城県
- 仙台徳洲看護専門学校
- 国立病院機構仙台医療センター附属仙台看護助産学校
- 気仙沼市立病院附属看護専門学校
- 医療法人社団スズキ病院附属助産学校
- 塩釜医師会附属准看護学院
- 大崎市医師会附属高等看護学校
- 大崎市医師会附属准看護学校
- 自衛隊仙台病院准看護学院
- 石巻市医師会附属准看護学校
- 石巻赤十字看護専門学校
- 赤門鍼灸柔整専門学校
- 仙台リハビリテーション専門学校
- 仙台医療技術専門学校
- 仙台医療秘書福祉専門学校
- 仙台医療福祉専門学校
- 仙台市医師会看護専門学校
- 仙台接骨医療専門学校
- 仙台福祉専門学校
- 仙台保健福祉専門学校
- 専門学校宮城高等歯科衛生士学院
- 専門学校仙台歯科衛生士学院
- 長谷柳絮医療福祉専門学校
- 東日本医療専門学校
- 東北歯科技工専門学校
- 東北電子専門学校
- 東北文化学園専門学校
- 東北労災看護専門学校
- 東北大学歯学部附属歯科技工士学校
- 仙台歯科技工士専門学校
- 東北歯科技工専門学校

### 秋田県
- 秋田県立衛生看護学院
- 秋田市医師会立秋田看護学校
- 由利本荘看護学校
- 秋田しらかみ看護学院
- 中通高等看護学院
- 秋田県歯科医療専門学校

### 山形県
- 国立病院機構山形病院附属看護学校
- 山形市立病院済生館高等看護学院
- 鶴岡市立荘内看護専門学校
- 山形厚生看護学校
- 財団法人三友堂病院看護専門学校
- 酒田市立酒田看護専門学校
- 山形歯科専門学校

### 福島県
- 公立岩瀬病院附属高等看護学院
- 公立双葉准看護学院
- いわき市医療センター看護専門学校
- 大原看護専門学校
- 福島看護専門学校
- 郡山看護専門学校
- 白河医師会白河准看護学院
- 福島県厚生農業協同組合連合会白河厚生総合病院附属高等看護学院
- 郡山看護専門学校
- 太田看護専門学校
- 福島医療専門学校
- 専門学校JMMAACADEMY郡山
- ポラリス保健看護学院
- 国際メディカルテクノロジー専門学校
- 郡山健康科学専門学校
- 温知会看護学院
- 竹田看護専門学校
- 会津若松医師会附属会津准看護高等専修学校
- 筑紫看護高等専修学校
- 松村看護専門学校
- いわき市医師会附属いわき准看護学校
- 相馬看護専門学校
- 東北歯科専門学校

## 関東地方

### 東京都

#### 国公立看護系
- 国立療養所多磨全生園附属看護学校
- 東京都立荏原看護専門学校
- 東京都立広尾看護専門学校
- 東京都立青梅看護専門学校
- 東京都立南多摩看護専門学校
- 東京都立板橋看護専門学校
- 東京都立府中看護専門学校
- 東京都立北多摩看護専門学校
- 八王子市立看護専門学校

#### 私立看護系
- JR東京総合病院高等看護学園
- 東京墨田看護専門学校
- 下谷医師会立看護高等専修学校
- 葛飾区医師会附属看護専門学校
- 江戸川看護専門学校
- 至誠会看護専門学校
- 慈恵看護専門学校
- 慈恵第三看護専門学校
- 地域医療機能推進機構東京新宿メディカルセンター附属看護専門学校
- 世田谷区医師会立看護高等専修学校
- 世田谷中央看護高等専修学校
- 聖和看護学校
- 西新井看護専門学校
- 帝京高等看護学院
- 東京警察病院看護専門学校
- 東京高尾看護専門学校
- 東京女子医科大学看護専門学校
- 東京精神病院協会府中看護高等専修学校
- 東京南看護専門学校
- 日本大学医学部附属看護専門学校
- 昭和大学医学部附属看護専門学校
- 博慈会高等看護学院
- 東日本成人矯正医療センター准看護師養成所
- 板橋中央看護専門学校

#### 私立歯科系
- 日本大学歯学部附属歯科衛生専門学校
- 日本大学歯学部附属歯科技工専門学校
- アポロ歯科衛生士専門学校
- 愛歯技工専門学校
- 西東京歯科衛生士専門学校
- 新東京歯科衛生士学校
- 新東京歯科技工士学校
- 早稲田医学院歯科衛生士専門学校
- 太陽歯科衛生士専門学校
- 東邦歯科医療専門学校
- 東京歯科衛生専門学校
- 日本医歯薬専門学校
- 池見東京歯科衛生士専門学校
- 日本ウェルネス歯科衛生専門学校
- 東京歯科医療専門学校

#### 私立その他
- 日本赤十字社助産師学校
- 臨床福祉専門学校
- 首都医校
- 山野医療専門学校
- 昭和医療技術専門学校
- 専門学校東京医療学院
- 早稲田医療専門学校
- 早稲田速記医療福祉専門学校
- 大原医療秘書福祉保育専門学校
- 池見東京医療専門学校
- 中央医療学園専門学校
- 中央医療技術専門学校
- 読売理工医療福祉専門学校
- 東京医薬専門学校
- 東京YMCA医療福祉専門学校
- 東京医療秘書福祉専門学校
- 専門学校東京医療学院
- 東京医療福祉専門学校
- 東京豊島IT医療福祉専門学校
- 日本健康医療専門学校
- 華学園栄養専門学校
- 武蔵野栄養専門学校
- 服部栄養専門学校
- 香川栄養専門学校
- 織田栄養専門学校
- 二葉栄養専門学校
- 東京栄養食糧専門学校
- 東京衛生学園専門学校
- 日体柔整専門学校
- 関東柔道整復専門学校
- 了徳寺学園医療専門学校
- 新宿鍼灸柔整専門学校
- 東京医学柔整専門学校
- 日本医学柔整鍼灸専門学校
- 西武学園医学技術専門学校
- 東京医学技術専門学校
- 東京医薬専門学校
- 関東リハビリテーション専門学校
- 多摩リハビリテーション学院専門学校
- 日本リハビリテーション専門学校
- 母子保健研修センター助産師学校
- 国際健康植物科学専門学校
- 城西放射線技術専門学校
- 東洋公衆衛生学院
- 帝京医学技術専門学校
- 東京国際福祉専門学校
- 東京心理音楽療法福祉専門学校
- 東京福祉専門学校
- 東京福祉保育専門学校
- 日本福祉教育専門学校
- 東京健康科学専門学校
- 日本指圧専門学校
- 大原簿記医療秘書公務員専門学校町田校
- 大原簿記公務員医療福祉保育専門学校立川校
- 東京スポーツ・レクリエーション専門学校
- 東京眼鏡専門学校
- 東京電子専門学校
- 日本工学院専門学校
- 日本工学院八王子専門学校
- 専門学校東都リハビリテーション学院

### 埼玉県
- 国立病院機構西埼玉中央病院附属看護学校
- 国立障害者リハビリテーションセンター学院自立支援局更生訓練所
- 埼玉県立高等看護学院
- さいたま市立高等看護学院
- 坂戸鶴ヶ島医師会立看護専門学校
- 春日部市立看護専門学校
- 川口市立看護専門学校
- 入間市医師会立入間准看護学校
- 樋川北本伊奈地区医師会立准看護学校
- 狭山准看護学校
- 熊谷市医師会看護専門学校
- 熊谷准看護学校
- 戸田中央看護専門学校
- 幸手看護専門学校
- 鴻巣准看護学校
- 済生会川口看護専門学校
- 埼玉医科大学附属総合医療センター看護専門学校
- 所沢看護専門学校
- 所沢准看護学院
- 上尾市医師会上尾看護専門学校
- 上尾中央看護専門学校
- 上福岡高等看護学院
- 深谷大里看護専門学校
- 川越市医師会看護専門学校
- 草加八潮医師会准看護学校
- 大宮医師会看護専門学校
- 朝霞地区医師会立朝霞准看護学校
- 朝霞地区看護専門学校
- 南埼玉郡医師会久喜看護専門学校
- 入間看護専門学校
- 飯能看護専門学校
- 比企准看護学校
- 日本医科学大学校
- 北埼玉医師会准看護学校
- 北里大学看護専門学校
- 本庄児玉看護専門学校
- 本庄准看護学校
- 埼玉医療福祉会看護専門学校
- 蕨戸田市医師会看護専門学校
- 国際医療専門学校
- 江原学園東京音楽療法専門学校東京ピアノ調律アカデミー
- 埼玉医療福祉専門学校
- 埼玉歯科技工士専門学校
- 埼玉東洋医療専門学校
- 上尾中央医療専門学校
- 城西医療技術専門学校
- 西武学園医学技術専門学校
- 早稲田医療技術専門学校
- 大宮医療専門学院
- 大原医療秘書福祉保育専門学校大宮校
- 大川学園医療福祉専門学校
- 大宮歯科衛生士専門学校
- 埼玉歯科衛生専門学校

### 神奈川県
- 国立病院機構横浜医療センター附属看護学校
- 神奈川県立よこはま看護専門学校
- 神奈川県立衛生看護専門学校
- 横須賀市立看護専門学校
- 藤沢市立看護専門学校
- 横浜市医師会聖灯看護専門学校
- 横浜市病院協会看護専門学校
- 横浜労災看護専門学校
- 茅ヶ崎看護専門学校
- 厚木看護専門学校
- 高津看護専門学校
- 自衛隊横須賀病院准看護学院
- おだわら看護専門学校
- 小澤高等看護学院
- 湘南看護専門学校
- 湘南平塚看護専門学校
- 聖マリアンナ医科大学看護専門学校
- 積善会看護専門学校
- 相模原看護専門学校
- ふれあい横浜専門学校
- 横浜YMCA学院専門学校
- 横浜リハビリテーション専門学校
- 横浜医療専門学院
- 横浜医療秘書専門学校
- 横浜栄養専門学校
- 横浜歯科技術専門学校（鶴見歯科学園）
- 新横浜歯科衛生士・歯科技工士専門学校
- 厚木総合専門学校
- 茅ヶ崎リハビリテーション専門学校
- 湘央医学技術専門学校
- 湘央生命科学技術専門学校
- 湘南医療福祉専門学校
- 湘南歯科衛生士専門学校
- 神奈川衛生学園専門学校
- 大原医療秘書福祉保育専門学校横浜校

### 千葉県
- 国際医療福祉専門学校
- 国立病院機構千葉医療センター附属千葉看護学校
- 松戸市立総合医療センター附属看護専門学校
- 千葉県立鶴舞看護専門学校
- 千葉県立野田看護専門学校
- 船橋市立看護専門学校
- 旭中央病院附属看護専門学校
- 夷隅准看護師学校
- 勤医会東葛看護専門学校
- 君津中央病院附属看護学校
- 香取おみがわ医療センター附属看護専門学校
- 香取郡市医師会附属佐原准看護学校
- 山王看護専門学校
- 市原看護専門学校
- 慈恵柏看護専門学校
- 千葉・柏リハビリテーション学院
- 千葉労災看護専門学校
- 千葉中央看護専門学校
- 二葉看護学院
- 日本医科大学看護専門学校
- 木更津看護学院
- 成田国際福祉専門学校
- 亀田医療技術専門学校
- 江戸川学園おおたかの森専門学校
- 大原簿記公務員医療情報ビジネス専門学校津田沼校
- 八千代リハビリテーション学院
- 北原学院歯科衛生専門学校
- 日本大学松戸歯学部附属歯科衛生専門学校
- 安房医療福祉専門学校

### 茨城県
- 茨城県立つくば看護専門学校
- 茨城県立中央看護専門学校
- 日立メディカルセンター看護専門学校
- 土浦情報経理専門学校
- アール医療福祉専門学校
- 土浦市医師会附属准看護学院
- 東京医科大学霞ヶ浦看護専門学校
- 宮本看護専門学校
- 筑波研究学園専門学校
- 茨城県きぬ看護専門学校
- 筑波総合福祉専門学校
- 筑波学園看護専門学校
- 晃陽看護栄養専門学校
- 古河市医師会付属准看護学院
- 茨城県結城看護専門学校
- 真壁医師会准看護学院
- 茨城音楽専門学校
- 水戸市医師会看護専門学院
- 鹿島医師会附属准看護学院
- 白十字看護専門学校
- 土浦協同病院附属看護専門学校
- 鯉淵学園農業栄養専門学校
- 茨城歯科専門学校
- つくば歯科衛生専門学校
- 取手歯科衛生専門学校

### 栃木県
- 国立病院機構栃木医療センター附属看護学校
- 国立障害者リハビリテーションセンター学院自立支援局塩原視力障害センター
- 栃木県立衛生福祉大学校
- マロニエ医療福祉専門学校
- 佐野市医師会附属佐野准看護学校
- 宇都宮ビジネス電子専門学校
- 国際ティビィシィ看護専門学校
- 国際介護福祉専門学校
- 済生会宇都宮病院看護専門学校
- 公益財団法人宇都宮市医療保健事業団附属宇都宮准看護高等専修学校
- 上都賀郡市医師会附属准看護学校
- さくら総合専門学校
- 足利市医師会付属准看護学校
- 中央福祉医療専門学校
- 栃木県県南高等看護専門学院
- 国際医療福祉大学塩谷看護専門学校
- 報徳会宇都宮病院附属准看護学校
- 獨協医科大学附属看護専門学校
- 宇都宮歯科衛生士専門学校

### 群馬県
- 国立病院機構高崎医療センター附属看護学校
- 桐生市医師会立桐生高等看護学院
- 桐生市医師会立桐生准看護学校
- 吾妻郡医師会立吾妻准看護学校
- 高崎市医師会看護専門学校
- 前橋市医師会立前橋高等看護学院
- 前橋市医師会立前橋准看護学校
- 富岡市甘楽郡医師会立富岡准看護学校
- 伊勢崎敬愛看護学院
- 中央医療歯科専門学校
- SUBARU保険健康組合太田高等看護学院
- 大泉保育福祉専門学校
- 太田市医師会太田看護専門学校
- 太田医療技術専門学校
- 太田情報商科専門学校
- 東群馬看護専門学校
- 館林高等看護学院
- 藤岡准看護学校
- 渋川看護専門学校
- 安中市医師会安中准看護学校
- 東日本栄養医薬専門学校
- 専門学校高崎福祉医療カレッジ
- 高崎歯科衛生専門学校
- 富岡看護専門学校
- 社団法人前橋積善会前橋東看護学校
- 前橋医療福祉専門学校
- 群馬県高等歯科衛生士学院
- 中央医療歯科専門学校

## 中部地方

### 山梨県
- 甲府看護専門学校
- 共立高等看護学院
- 帝京山梨看護専門学校
- 富士吉田市立看護専門学校
- 山梨県歯科衛生専門学校

### 新潟県
- 国立病院機構新潟病院附属看護学校
- 新潟県立新発田病院附属看護専門学校
- 新潟県立吉田病院附属看護専門学校
- 晴麗看護学校
- 長岡こども・医療・介護専門学校
- 長岡医療福祉カレッジ
- 新潟県厚生連中央看護専門学校
- 長岡赤十字看護専門学校
- 長岡崇徳福祉専門学校
- 晴陵リハビリテーション学院
- 北里大学保健衛生専門学院
- 大原医療秘書専門学校新潟校
- 看護リハビリ新潟保健医療専門学校
- 国際福祉医療カレッジ
- 新潟医療福祉カレッジ
- 国際メディカル専門学校
- 新潟医療技術専門学校
- 新潟看護専門学校
- 新潟県厚生連佐渡看護専門学校
- 新潟リハビリテーション専門学校
- 新潟柔整専門学校

### 長野県
- 上田市医師会付属看護専門学院
- 松本看護専門学校
- 諏訪中央病院看護専門学校
- 諏訪赤十字看護専門学校
- 諏訪市医師会附属准看護学院
- 上伊那医師会附属准看護学院
- 信州木曽看護専門学校
- 松本歯科大学衛生学院
- 信州医療福祉専門学校
- 長野県公衆衛生専門学校
- 長野看護専門学校
- 長野県須坂看護専門学校
- 小諸看護専門学校
- 長野県厚生連佐久総合病院看護専門学校
- 長野医療衛生専門学校
- 長野平青学園

### 富山県
- 高岡県高岡看護専門学校
- 富山市立看護専門学校
- 富山大原簿記公務員医療専門学校
- 富山健康科学専門学校
- 富山医療福祉専門学校
- 砺波准看護学院
- 富山市医師会看護専門学校
- 富山歯科総合学院

### 石川県
- 国立病院機構金沢医療センター附属金沢看護学校
- 石川県立総合看護専門学校
- 金沢看護専門学校
- 石川医療技術専門学校
- 金沢医療福祉製菓専門学校
- 加賀看護学校
- 七尾看護専門学校
- 石川県歯科医師会立歯科医療専門学校

### 福井県
- 福井県立看護専門学校
- 公立若狭高等看護学院
- 福井市医師会看護専門学校
- 福井県医療福祉専門学校
- 大原スポーツ医療保育福祉専門学校
- 武生看護専門学校
- 福井歯科専門学校

### 愛知県
- 愛知県立総合看護専門学校
- 岡崎市立看護専門学校
- 蒲郡市立ソフィア看護専門学校
- 公立春日井小牧看護専門学校
- 公立瀬戸旭看護専門学校
- 西尾市立看護専門学校
- 公立西知多看護専門学校
- 津島市立看護専門学校
- 豊橋市立看護専門学校
- 名古屋市立中央看護専門学校
- あいち福祉医療専門学校
- キクチ眼鏡専門学校
- トヨタ看護専門学校
- 名古屋平成看護医療専門学校
- 愛生会看護専門学校
- 愛知学院大学歯科技工専門学校
- 愛知県医師会豊橋准看護学校
- 愛知県厚生農業協同組合連合会愛北看護専門学校
- 愛知県厚生農業協同組合連合会加茂看護専門学校
- 愛知県厚生農業協同組合連合会更生看護専門学校
- 愛知総合看護福祉専門学校
- 国際医学技術専門学校
- 国際医療管理専門学校名古屋校
- まつかげ看護専門学校
- 西尾市医師会准看護学校
- 専門学校星城大学リハビリテーション学院
- 専門学校日本聴能言語福祉学院
- 専門学校名古屋デンタル衛生士学院
- 大原簿記情報医療専門学校名古屋校
- 中部リハビリテーション専門学校
- 中部看護専門学校
- 国立病院機構東名古屋病院附属リハビリテーション学院
- 東海医療工学専門学校
- 東海医療福祉専門学校
- 東海医療科学専門学校
- 東海歯科医療専門学校
- 東三河看護専門学校
- 八事看護専門学校
- 半田常滑看護専門学校
- 尾北看護専門学校
- 米田柔整専門学校
- 豊田地域看護専門学校
- 名古屋医専
- 名古屋ユマニテク歯科製菓専門学校
- 名古屋医療情報専門学校
- 名古屋医療秘書福祉専門学校
- 名古屋医療福祉専門学校
- 名古屋栄養専門学校
- 名古屋歯科医療専門学校
- 保育・介護・ビジネス名古屋専門学校
- 名古屋保育・福祉専門学校
- 名古屋文理栄養士専門学校
- 名鉄看護専門学校
- 弥富看護学校
- 中部労災看護専門学校
- えきさい看護専門学校
- 穂の香看護専門学校
- 豊橋歯科衛生士専門学校
- 三河歯科衛生専門学校
- 名古屋医健スポーツ専門学校

### 岐阜県
- 岐阜県立多治見看護専門学校
- 岐阜県立下呂看護専門学校
- 岐阜県立衛生専門学校
- 岐阜市立看護専門学校
- 岐阜市医師会看護学校
- 東濃看護専門学校
- 岐阜保健大学医療専門学校
- 大垣市医師会看護専門学校
- サンビレッジ国際医療福祉専門学校
- あじさい看護福祉専門学校
- JA岐阜厚生連看護専門学校
- 朝日大学歯科衛生士専門学校
- 岐阜県立衛生専門学校
- 岐阜歯科衛生専門学校

### 静岡県
- 国立病院機構静岡医療センター附属静岡看護学校
- 静岡県立看護専門学校
- 静岡市立清水看護専門学校
- 静岡市立静岡看護専門学校
- 島田市立看護専門学校
- 浜松市立看護専門学校
- 富士市立看護専門学校
- 組合立静岡県中部看護専門学校
- 湘南医療大学附属下田看護専門学校
- 御殿場看護学校
- 静岡県厚生連看護専門学校
- 静岡済生会看護専門学校
- 静岡医療学園専門学校
- 専門学校浜松医療学院
- 中央歯科衛生士調理製菓専門学校
- 東海医療学園専門学校
- 浜松市医師会看護高等専修学校
- 専門学校富士リハビリテーション大学校
- 浜松歯科衛生士専門学校
- 静岡歯科衛生士専門学校
- 静岡福祉医療専門学校
- 専門学校中央医療健康大学校
- 東海歯科衛生士専門学校
- 専門学校静岡医療科学専門大学校
- 静岡県東部医療専門学校
- JA静岡厚生連するが看護専門学校

## 近畿地方

### 三重県
- 国立病院機構三重中央医療センター附属三重中央看護学校
- 名張市立看護専門学校
- 桑名医師会立桑名看護専門学校
- 専門学校ユマニテク医療福祉大学校
- ユマニテク看護助産専門学校
- 四日市医師会看護専門学校
- 三重県厚生連看護専門学校
- 三重看護専門学校
- 津看護専門学校
- 松阪看護専門学校
- 伊勢保健衛生専門学校
- 伊勢地区医師会准看護学校
- 伊勢志摩リハビリテーション専門学校
- 三重県岡波看護専門学校
- ユマニテク歯科衛生専門学校

### 大阪府
大阪市については、大阪市の学校一覧を参照されたし。
- 大阪大学歯学部附属歯科技工士学校
- 河内長野看護専門学校
- 行岡整復専門学校
- 行岡リハビリテーション専門学校
- 阪奈中央リハビリテーション専門学校
- 河﨑会看護専門学校
- 岸和田市医師会看護専門学校
- 久米田看護専門学校
- 高槻市医師会看護学校
- 愛仁会看護助産専門学校
- 美原看護専門学校
- 浅香山病院看護専門学校
- 大精協看護専門学校
- 堺看護専門学校
- 大阪労災看護専門学校
- 清恵会医療専門学院
- 泉州看護専門学校
- ベルランド看護助産大学校
- 錦秀会看護専門学校
- 四条畷看護専門学校
- パナソニック健康保険組合立松下看護専門学校
- 明治東洋医学院専門学校
- 泉佐野泉南医師会看護専門学校
- 泉大津市医師会附属看護高等専修学校
- 近畿大学附属看護専門学校
- 日本歯科学院専門学校
- 日本医療学院専門学校
- 小阪病院看護専門学校
- 東大阪准看護学院
- PL学園衛生看護専門学校
- 豊中看護専門学校
- 北斗会看護専門学校
- 香里ヶ丘看護専門学校
- 関西看護専門学校
- 行岡医学技術専門学校
- 大阪歯科衛生士専門学校
- 大阪産業大学附属歯科衛生士学院専門学校
- 大阪太成学院大学歯科衛生学院専門学校
- 大阪歯科学院専門学校
- 堺歯科衛生士専門学校
- 新大阪歯科衛生士専門学校
- 新大阪歯科技工士専門学校
- 東洋医療専門学校
- 大原医療福祉製菓専門学校梅田校

### 兵庫県
- 国立障害者リハビリテーションセンター学院自立支援局神戸視力障害センター
- 兵庫県立総合衛生学院
- 相生市看護専門学校
- 宝塚市立看護専門学校
- 公立八鹿病院看護専門学校
- 丹波市立看護専門学校
- 播磨内陸医務事業組合立播磨看護専門学校
- 独立行政法人労働者健康安全機構関西労災看護専門学校
- 公益財団法人尼崎健康医療財団看護専門学校
- アジア貢献ホスピタリティ専門学校
- 西宮市医師会看護専門学校
- 平成リハビリテーション専門学校
- 関西健康科学専門学校
- 神戸医療福祉専門学校三田校
- 公益社団法人神戸市民間病院協会神戸看護専門学校
- 神戸リハビリテーション衛生専門学校
- 兵庫鍼灸専門学校
- 兵庫県歯科医師会附属兵庫歯科衛生士学院
- 神戸医療福祉専門学校中央校
- 神戸総合医療専門学校
- 神戸市医師会看護専門学校
- 西神看護専門学校
- 明石医療センター附属看護専門学校
- はくほう会医療専門学校明石校
- 姫路歯科衛生専門学校
- 姫路赤十字看護専門学校
- 姫路市医師会看護専門学校
- 姫路ハーベスト医療福祉専門学校
- 国立病院機構姫路医療センター附属看護学校
- 大原保育スポーツ医療専門学校姫路校
- 姫路医療専門学校
- 兵庫徳誠会歯科衛生士学校
- はくほう会医療専門学校赤穂校
- 関西総合リハビリテーション専門学校
- 平成淡路看護専門学校

### 京都府
- 国立病院機構京都医療センター附属京都看護助産学校
- 京都府立看護学校
- 京都中部総合医療センター看護専門学校
- 市立福知山市民病院附属看護学校
- 京都医健専門学校
- 京都栄養医療専門学校
- 京都桂看護専門学校
- 京都第一赤十字看護専門学校
- 京都第二赤十字看護専門学校
- 京都中央看護専門学校
- 京都府医師会看護専門学校
- 京都保健衛生専門学校
- 京都衛生専門学校
- 近畿高等看護専門学校
- 大原スポーツ＆メディカル専門学校京都校
- 国立病院機構舞鶴医療センター附属看護学校
- 福知山医師会看護高等専修学校
- 洛和会京都看護学校
- 京都歯科医療技術専門学校

### 滋賀県
- 大津赤十字看護専門学校
- 大津市医師会立看護専修学校
- 滋賀県堅田看護専門学校
- 華頂看護専門学校
- 滋賀県済生会看護専門学校
- 滋賀県立総合保健専門学校
- 滋賀県立看護専門学校
- 滋賀医療技術専門学校
- 甲賀看護専門学校

### 奈良県
- 奈良県病院協会看護専門学校
- 奈良県医師会看護専門学校
- 奈良市立看護専門学校
- 大和高田市立看護専門学校
- 奈良県立病院機構看護専門学校
- ハートランドしぎさん看護専門学校
- 田北看護専門学校
- 阪奈中央看護専門学校
- 関西学研医療福祉学院
- 奈良歯科衛生士専門学校
- 奈良リハビリテーション専門学校

### 和歌山県
- 国保野上厚生総合病院附属看護専門学校
- 和歌山労災看護専門学校
- 和歌山市医師会看護専門学校
- 紀南看護専門学校
- 新宮市医師会准看護学院
- 和歌山県立なぎ看護学校
- 和歌山県立高等看護学院
- 和歌山県歯科衛生士専門学校

## 中国地方

### 鳥取県
- 鳥取県東部医師会附属鳥取看護高等専修学校
- 鳥取県立鳥取看護専門学校
- 鳥取県立倉吉総合看護専門学校
- 鳥取市医療看護専門学校
- 国立病院機構米子医療センター附属看護学校
- 鳥取県済生会看護専門学校
- 鳥取県立歯科衛生専門学校
- 鳥取歯科技工専門学校

### 島根県
- 国立病院機構浜田医療センター附属看護学校
- 島根県立松江高等看護学院
- 松江看護高等専修学校
- 松江医療福祉専門学校
- 浜田准看護学校
- 島根県立石見高等看護学院
- 島根リハビリテーション学院
- リハビリテーションカレッジ島根
- 島根県歯科技術専門学校

### 岡山県
- 国立病院機構岡山医療センター附属岡山看護助産学校
- 国立療養所長島愛生園附属看護学校
- ソワニエ看護専門学校
- 旭川荘厚生専門学院
- 岡山済生会看護専門学校
- 岡山赤十字看護専門学校
- 岡山労災看護専門学校
- 玉野総合医療専門学校
- インターナショナル岡山歯科衛生専門学校
- 専門学校ワールドオプティカルカレッジ
- 専門学校倉敷リハビリテーション学院
- 倉敷看護専門学校
- 倉敷中央看護専門学校
- 朝日医療大学校
- 津山中央看護専門学校
- 岡山高等歯科衛生専門学院
- 岡山歯科技工専門学校
- 美作市スポーツ医療看護専門学校

### 広島県
- 国立病院機構呉医療センター附属呉看護学校
- 広島県立三次看護専門学校
- 広島市立看護専門学校
- 福山市医師会看護専門学校
- 尾道市医師会看護専門学校
- 尾道准看護学院
- 広島県厚生連尾道看護専門学校
- 三原看護高等専修学校
- 三原看護専門学校
- 府中地区医師会准看護学院
- 専門学校国際医療福祉総合学院広島校
- 安佐准看護学院
- IGL医療専門学校
- 広島医療保健専門学校
- 広島市医師会看護専門学校
- 広島福祉専門学校
- 呉市医師会看護専門学校
- 国家公務員共済組合連合会呉共済病院看護専門学校
- IWAD環境福祉専門学校
- 広島高等歯科衛生士専門学校
- 福山市歯科医師会附属福山歯科衛生士学校
- 広島デンタルアカデミー専門学校
- 広島歯科技術専門学校

### 山口県
- 国立病院機構岩国医療センター附属看護学校
- 山口県立萩看護学校
- 萩准看護学院
- 岩国YMCA国際医療福祉専門学校
- 平生看護専門学校
- 周防大島町立大島看護専門学校
- 徳山看護専門学校
- 防府看護専門学校
- 下関リハビリテーション学院
- 吉南准看護学院
- 宇部看護専門学校
- 日本医療学園附属 東亜看護学院
- 山口県高等歯科衛生士学院
- 山口福祉専門学校
- 下関歯科技工専門学校

## 四国地方

### 徳島県
- 徳島県立総合看護学校（徳島市）
- 徳島医療福祉専門学校
- 徳島県鳴門病院附属看護専門学校（鳴門市）
- 南海病院附属准看護学院（鳴門市）
- 三好市医師会准看護学院（三好市）
- 専門学校 健祥会学園
- 専門学校徳島穴吹カレッジ
- 徳島歯科学院専門学校（徳島市）
- 四国歯科衛生士学院専門学校（阿南市）

### 香川県
- 国立病院機構四国こどもとおとなの医療センター附属善通寺看護学校
- 小豆郡医師会立小豆島准看護学院
- 高松市医師会看護専門学校
- 専門学校穴吹医療福祉カレッジ
- 木田郡医師会附属准看護学院
- 専門学校穴吹リハビリテーションカレッジ
- 坂出市医師会附属准看護学院
- 丸亀市医師会附属准看護学院
- 香川看護専門学校
- 三豊准看護学院
- 四国医療専門学校
- 大川地区医師会附属准看護学院
- 香川県歯科技術専門学校

### 愛媛県
- 愛媛十全医療学院
- 愛媛医療センター附属看護学校
- 四国中央医療福祉総合学院
- 松山歯科衛生士専門学校
- 十全看護専門学校
- 東城看護専門学校
- 今治看護専門学校
- 宇和島看護専門学校
- 松山看護専門学校

### 高知県
- 国立病院機構高知病院附属看護学校
- 高知県立総合看護専門学校
- 高知県立幡多看護学院
- 土佐リハビリテーションカレッジ
- 四万十看護学院
- 清和准看護学院
- 土佐看護専門学校
- 高知医療学院
- 高知リハビリテーション学院
- 龍馬看護ふくし専門学校
- 高知県歯科技工専門学校

## 九州地方

### 福岡県
- 国立障害者リハビリテーションセンター学院自立支援局福岡視力障害センター
- 北九州市立看護専門学校
- F・Cフチガミ医療福祉専門学校
- KCS北九州情報専門学校
- 医療ビジネス専門学校
- 遠賀中間医師会看護高等専修学校
- 甘木朝倉医師会看護高等専修学校
- 久留米医師会看護専門学校
- 久留米リハビリテーション学院
- 専門学校共生館国際福祉医療カレッジ
- 健和看護学院
- 原看護専門学校
- 高尾看護専門学校
- 自衛隊福岡病院准看護学院
- 宗像看護専門学校
- 小倉リハビリテーション学院
- 小倉南看護専門学校
- 製鉄記念八幡看護専門学校
- 西日本看護専門学校
- 専門学校九州リハビリテーション大学校
- 大原保育医療福祉専門学校福岡校
- 大原医療福祉製菓専門学校小倉校
- 大川看護福祉専門学校
- 大牟田医師会看護専門学校
- 第一医療リハビリテーション専門学校
- 筑紫看護高等専修学校
- 筑豊看護専門学校
- 直方看護専修学校
- 田川看護高等専修学校
- 八女筑後看護専門学校
- 八幡医師会看護専門学院
- 飯塚医師会看護高等専修学校
- ILPお茶の水医療福祉専門学校
- 福岡医療リハビリテーション専門学校
- 福岡天神医療リハビリ専門学校
- 博多メディカル専門学校
- 福岡医健専門学校
- 福岡医療管理専門学校
- 福岡医療秘書福祉専門学校
- 福岡看護専門学校
- 福岡県私設病院協会専門学校
- 福岡市医師会看護専門学校
- 福岡柔道整復専門学校
- 福岡和白リハビリテーション学院
- 福間看護高等専修学校
- 豊前築上医師会看護専門学校
- 北九州リハビリテーション学院
- 北九州市戸畑看護専門学校
- 北九州小倉看護専門学校
- 北九州保育福祉専門学校
- 麻生リハビリテーション大学校
- 麻生看護大学校
- 麻生医療福祉専門学校福岡校
- 麻生医療福祉&観光カレッジ北九州校
- 柳川リハビリテーション学院
- 柳川山門医師会看護高等専修学校
- 福岡歯科衛生専門学校
- 博多メディカル専門学校
- 久留米歯科衛生専門学校
- 美萩野保健衛生学院
- 九州歯科技工専門学校
- 久留米大学医学部附属臨床検査専門学校

### 佐賀県
- 佐賀県立総合看護学院
- 鳥栖三養基医師会立看護高等専修学校
- 鹿島藤津地区医師会立看護高等専修学校
- 佐賀市医師会立看護専門学校
- 九州環境福祉医療専門学校
- 医療福祉専門学校緑生館
- 武雄看護学校
- 唐津看護専門学校
- 伊万里看護学校
- 佐賀歯科衛生専門学校

### 長崎県
- 長崎県立佐世保看護学校
- 佐世保市立看護専門学校
- 長崎市医師会看護専門学校
- 長崎県央看護学校
- 島原看護高等専修学校
- 島原市医師会看護学校
- 佐世保市医師会看護専門学校
- 北松浦医師会看護高等専修学校
- 九州文化学園歯科衛生士学院
- 長崎歯科衛生士専門学校
- 長崎医療技術専門学校

### 熊本県
- 天草市立本渡看護専門学校
- 菊池郡市医師会立看護高等専修学校
- 国立病院機構熊本医療センター附属看護学校
- 熊本市医師会看護専門学校
- 熊本歯科衛生士専門学院
- 熊本歯科技術専門学校
- 熊本看護専門学校
- 熊本YMCA学院
- 西日本リハビリテーション学院
- 熊本総合医療リハビリテーション学院
- メディカル・カレッジ青照館
- 九州中央リハビリテーション学院
- 熊本駅前看護リハビリテーション学院
- 鹿本郡市医師会附属准看護高等専修学校
- 八代看護学校
- 上天草看護専門学校
- 天草郡市医師会附属天草准看護高等専門学校
- 熊本労災看護専門学校
- 人吉市医師会附属人吉准看護学院
- 宇城看護高等専修学校

### 大分県
- 大分市医師会立大分准看護専門学院
- 佐伯市医師会立佐伯准看護学院
- 日田市医師会立日田准看護学院
- 豊後大野市竹田市医師会共立豊西准看護学院
- 日本文理大学医療専門学校
- 藤華医療事務専門学校
- 大分歯科専門学校
- 大分視能訓練士専門学校
- 大分リハビリテーション専門学校
- 大分歯科技術専門学校
- 大分臨床検査技師専門学校
- 大分市医師会看護専門学校
- 大分医学技術専門学校
- 大原医療介護福祉専門学校大分校
- 中津ファビオラ看護学校
- 別府市医師会立別府青山看護学校
- 大分臨床工学技士専門学校
- 藤華医療技術専門学校

### 宮崎県
- 宮崎医療福祉専門学校
- 九州保健福祉大学総合医療専門学校
- 延岡看護専門学校
- 日向看護高等専修学校
- 児湯准看護学校
- 都城看護専門学校
- 日南看護専門学校
- 宮崎医療管理専門学校
- 藤元メディカルシステム付属医療専門学校
- 宮崎情報ビジネス専門学校
- 宮崎看護専門学校
- 宮崎歯科専門学校
- 都城デンタルコアカレッジ
- 宮崎歯科技術専門学校
- 宮崎リハビリテーション学院

### 鹿児島県
- 鹿屋市立鹿屋看護専門学校
- 肝付町立高山准看護学校
- 薩摩川内市医師会立川内看護専門学校
- 出水郡医師会広域医療センター附属阿久根看護学校
- たちばな医療専門学校
- 奄美看護福祉専門学校
- 久木田学園看護専門学校
- 鹿児島医療技術専門学校
- 鹿児島医療福祉専門学校
- 鹿児島学園加治木看護専門学校
- 鹿児島県医療法人協会立看護専門学校
- 鹿児島市医師会看護専門学校
- 鹿児島情報ビジネス公務員専門学校
- 鹿児島精神衛生協会鹿児島看護専門学校
- 鹿児島中央看護専門学校
- 今村学園ライセンスアカデミー
- 鹿児島鍼灸専門学校
- 鹿児島第一医療リハビリ専門学校
- 出水郡医師会准看護学校
- 仁心看護専門学校
- 鹿児島歯科学院専門学校

## 沖縄地方

### 沖縄県
- 浦添看護学校
- 琉球リハビリテーション学院
- 沖縄看護専門学校
- 北部地区医師会北部看護学校
- 専門学校大育
- 那覇市医師会那覇看護専門学校
- 沖縄歯科衛生士学校